# Црква Свете Петке у Обрадовцима
Црква Свете Петке у Обрадовцима  у Славонији, Република Хрватска, бивши је српски православни храм, срушен минирањем 1991. године.  Припадао је славонском владичанству.

## Историја
1744. је подигнута парохијска српска православна зидана црква Свете Параскеве. 1774. иконостас је урадио Игњатија Виднери. 1759. се у опису наводи као нова и још тада није посвећена, али је записано да је антиминс посветио владика Софроније Јовановић. 1941. усташе су у православној цркви у овом селу побиле скоро све мушке житеље, а преживјели су вођени на присилно покатоличавање. Пола вијека касније, Срби, уплашени због страдања у доба геноцидне НДХ, бјеже са својих огњишта. Срушене су им куће и ова црква. У селу је некада било 120 српских породица, а 2023. су остале само двије. Парохија обухваћа и села: Славонске Баре, Кутови, Доње Предријево, Милановац, Зденци, Брештановци. 2016. је на дан Свете Петке, 27. октобра, прослављена слава храма, код минираних зидина.